# KNVB-Pokal 1988/89
Der KNVB-Pokal 1988/89 war die 71. Auflage des niederländischen Fußball-Pokalwettbewerbs. An ihr nahmen die 18 Mannschaften der Eredivisie, die 19 Teams der Eerste Divisie und 27 Vertreter aus dem Amateurbereich teil.
Pokalsieger wurde Titelverteidiger PSV Eindhoven. Das Team setzte sich im Finale gegen FC Groningen durch. Da PSV auch nationaler Meister wurde, nahm der unterlegene Finalist am Europapokal der Pokalsieger teil.

## Modus
Alle Begegnungen wurden in einem Spiel entschieden. Bei unentschiedenem Ausgang gab es eine Verlängerung von zweimal 15 Minuten und gegebenenfalls ein Elfmeterschießen.

## 1. Runde
| Datum      |                        | Ergebnis              |                          |
| ---------- | ---------------------- | --------------------- | ------------------------ |
| 30.09.1988 | VV IJsselmeervogels    | 0:2                   | RKC Waalwijk             |
| 01.10.1988 | ACV Assen              | 1:3 n. V.             | SC Heerenveen            |
| 01.10.1988 | VV Bennekom            | 1:2                   | FC Groningen             |
| 01.10.1988 | DOS Kampen             | 0:4                   | AZ Alkmaar               |
| 01.10.1988 | VV DOVO                | 3:5                   | VVV-Venlo                |
| 01.10.1988 | BVO Emmen              | 2:7                   | Willem II Tilburg        |
| 01.10.1988 | VV Enter Vooruit       | 0:3                   | FC Volendam              |
| 01.10.1988 | Helmond Sport          | 2:0                   | NEC Nijmegen             |
| 01.10.1988 | SC Heracles Almelo '74 | 2:3                   | FC Utrecht               |
| 01.10.1988 | NAC Breda              | 0:0 n. V. (4:5 i. E.) | SC Telstar 1963          |
| 01.10.1988 | NSVV Numansdorp        | 1:4                   | FC Twente Enschede       |
| 01.10.1988 | K.v.v. Quick Boys      | 1:2                   | Fortuna Sittard          |
| 01.10.1988 | Rijnsburgse Boys       | 3:2                   | SC Cambuur               |
| 01.10.1988 | RVVH Ridderkerk        | 0:7                   | MVV Maastricht           |
| 01.10.1988 | SV Spakenburg          | 3:2                   | DS '79                   |
| 01.10.1988 | SV De Treffers         | 0:4                   | HFC Haarlem              |
| 01.10.1988 | SV Venray              | 1:2                   | PEC Zwolle '82           |
| 01.10.1988 | VVOG Harderwijk        | 3:1                   | Excelsior Rotterdam      |
| 02.10.1988 | VV De Bataven          | 0:3                   | FC Wageningen            |
| 02.10.1988 | Blauw Wit Amsterdam    | 1:0                   | Go Ahead Eagles Deventer |
| 02.10.1988 | DHC Delft              | 1:4                   | Vitesse Arnheim          |
| 02.10.1988 | USV Elinkwijk          | 0:1                   | VV Eindhoven             |
| 02.10.1988 | Sportclub Enschede     | 0:2                   | RBC Roosendaal           |
| 02.10.1988 | VV Geldrop             | 2:5                   | Roda JC Kerkrade         |
| 02.10.1988 | TSV LONGA              | 1:4                   | Sparta Rotterdam         |
| 01.10.1988 | OVV Oostvoorne         | 0:4                   | BVV Den Bosch            |
| 02.10.1988 | RC Heemstede           | 0:5                   | Feyenoord Rotterdam      |
| 02.10.1988 | VV Rheden              | 1:2                   | PSV Eindhoven            |
| 02.10.1988 | ROHDA Raalte           | 1:1 n. V. (3:4 i. E.) | FC Den Haag              |
| 02.10.1988 | SVV Schiedam           | 0:6                   | Ajax Amsterdam           |
| 02.10.1988 | TOP Oss                | 2:3 n. V.             | BV Veendam               |
| 02.10.1988 | VC Vlissingen          | 2:1                   | BV De Graafschap         |

## 2. Runde
| Datum      |                     | Ergebnis              |                     |
| ---------- | ------------------- | --------------------- | ------------------- |
| 18.11.1988 | SV Spakenburg       | 1:4                   | AZ Alkmaar          |
| 19.11.1988 | Fortuna Sittard     | 1:1 n. V. (4:2 i. E.) | HFC Haarlem         |
| 19.11.1988 | MVV Maastricht      | 1:3                   | SC Heerenveen       |
| 19.11.1988 | PSV Eindhoven       | 2:1                   | FC Volendam         |
| 19.11.1988 | Rijnsburgse Boys    | 2:4                   | Willem II Tilburg   |
| 19.11.1988 | VVOG Harderwijk     | 3:1 n. V.             | Helmond Sport       |
| 19.11.1988 | VVV-Venlo           | 3:4 n. V.             | FC Groningen        |
| 20.11.1988 | Ajax Amsterdam      | 4:1                   | PEC Zwolle '82      |
| 20.11.1988 | Blauw Wit Amsterdam | 1:3                   | Sparta Rotterdam    |
| 20.11.1988 | FC Den Haag         | 1:0                   | Roda JC Kerkrade    |
| 20.11.1988 | VV Eindhoven        | 2:3 n. V.             | SC Telstar 1963     |
| 20.11.1988 | FC Twente Enschede  | 1:0                   | BV Veendam          |
| 20.11.1988 | FC Utrecht          | 5:0                   | RBC Roosendaal      |
| 20.11.1988 | FC Wageningen       | 1:5                   | Vitesse Arnheim     |
| 08.01.1989 | RKC Waalwijk        | 1:6                   | Feyenoord Rotterdam |
| 15.01.1989 | VC Vlissingen       | 2:0                   | BVV Den Bosch       |

## 3. Runde
| Datum      |                     | Ergebnis  |                    |
| ---------- | ------------------- | --------- | ------------------ |
| 01.02.1989 | Vitesse Arnheim     | 1:0       | SC Heerenveen      |
| 03.02.1989 | SC Telstar 1963     | 0:2 n. V. | VC Vlissingen      |
| 04.02.1989 | Ajax Amsterdam      | 2:1       | FC Utrecht         |
| 04.02.1989 | AZ Alkmaar          | 2:1       | Fortuna Sittard    |
| 04.02.1989 | VVOG Harderwijk     | 0:1       | FC Groningen       |
| 05.02.1989 | FC Den Haag         | 3:2       | Sparta Rotterdam   |
| 15.02.1989 | Feyenoord Rotterdam | 0:2       | Willem II Tilburg  |
| 15.02.1989 | PSV Eindhoven       | 2:0       | FC Twente Enschede |

## Viertelfinale
| Datum      |                   | Ergebnis              |                 |
| ---------- | ----------------- | --------------------- | --------------- |
| 19.02.1989 | VC Vlissingen     | 0:3                   | FC Den Haag     |
| 08.03.1989 | AZ Alkmaar        | 0:2                   | PSV Eindhoven   |
| 08.03.1989 | Willem II Tilburg | 1:1 n. V. (4:2 i. E.) | Vitesse Arnheim |
| 15.03.1989 | FC Groningen      | 3:0                   | Ajax Amsterdam  |

## Halbfinale
| Datum      |               | Ergebnis |                   |
| ---------- | ------------- | -------- | ----------------- |
| 12.04.1989 | FC Groningen  | 5:1      | Willem II Tilburg |
| 12.04.1989 | PSV Eindhoven | 5:2      | FC Den Haag       |

## Finale
| PSV Eindhoven                      | PSV Eindhoven | FC Groningen | FC Groningen |
| ---------------------------------- | --- | --- | ------------ |
| PSV Eindhoven                      | \| 25. Mai 1989 in De Kuip, Rotterdam \| \| Ergebnis: 4:1 (2:0) \| \| Zuschauer: 9.483 \| \| Schiedsrichter: John Blankenstein \| \| Spielbericht \|                                                                           | \| 25. Mai 1989 in De Kuip, Rotterdam \| \| Ergebnis: 4:1 (2:0) \| \| Zuschauer: 9.483 \| \| Schiedsrichter: John Blankenstein \| \| Spielbericht \|                                                       | FC Groningen |
| PSV Eindhoven                      | Hans van Breukelen – Eric Gerets (68. Stan Valckx), Adick Koot, Ronald Koeman, Jan Heintze – Gerald Vanenburg, Berry van Aerle, Søren Lerby – Romário, Wim Kieft (80. Hans Gillhaus), Juul Ellerman. Cheftrainer: Guus Hiddink | Johan Tukker – Claus Boekweg, Edwin Olde Riekerink, Jan Veenhof – Marco Koorman, Harry Sinkgraven, Jan van Dijk , Theo ten Caat, Jos Roossien – René Eijkelkamp, Henny Meijer. Cheftrainer: Hans Westerhof | FC Groningen |
| PSV Eindhoven                      | 1:0 Romário (2.) 2:0 Juul Ellerman (45.) 3:0 Juul Ellerman (53.) 4:1 Wim Kieft (79.) | 3:1 Henny Meijer (22.) | FC Groningen |
| 25. Mai 1989 in De Kuip, Rotterdam | | |              |
| Ergebnis: 4:1 (2:0)                | | |              |
| Zuschauer: 9.483                   | | |              |
| Schiedsrichter: John Blankenstein  | | |              |
| Spielbericht                       | | |              |